# Serrat dels Obaguets
El Serrat dels Obaguets és una muntanya de 402 metres que es troba al municipi d'Artesa de Segre, a la comarca catalana de la Noguera.